# Bicellaria pectinata
Bicellaria pectinata är en tvåvingeart som beskrevs av Axel Leonard Melander 1927. Bicellaria pectinata ingår i släktet Bicellaria och familjen puckeldansflugor.
Artens utbredningsområde är British Columbia. Inga underarter finns listade i Catalogue of Life.